# Takadanobaba
Takadanobaba (jap. 高田馬場) – część dzielnicy Shinjuku w Tokio.
Nazwa (baba, dosł. „końskie miejsce”) pochodzi od założonego tutaj w 1636 roku przez sioguna Iemitsu Tokugawę miejsca przeznaczonego do nauki i treningu samurajów w jeździe konnej i strzelaniu z łuku z pędzącego konia (yabusame).
Takata (tak pierwotnie wymawiano) było nazwiskiem rodowym matki daimyō Tadateru Matsudairy (1592–1683), szóstego syna sioguna Ieyasu Tokugawy.  
Obecnie Takadanobaba jest przede wszystkim centrum przesiadkowym obsługującym linie JR Yamanote, Seibu-Shinjuku oraz Tozai-sen należącą do Tokyo Metro.